# Peebles (Ohio)
Peebles is een plaats (village) in de Amerikaanse staat Ohio, en valt bestuurlijk gezien onder Adams County.

## Demografie
Bij de volkstelling in 2000 werd het aantal inwoners vastgesteld op 1739.
In 2006 is het aantal inwoners door het United States Census Bureau geschat op 1849, een stijging van 110 (6,3%).

## Geografie
Volgens het United States Census Bureau beslaat de plaats een oppervlakte van
3,1 km², geheel bestaande uit land. Peebles ligt op ongeveer 256 m boven zeeniveau.

## Plaatsen in de nabije omgeving
De onderstaande figuur toont nabijgelegen plaatsen in een straal van 24 km rond Peebles.